# Gołoty (Mazovie)
Pour les articles homonymes, voir Gołoty.
Gołoty (prononciation : [ɡɔˈwɔtɨ]) est un village polonais de la gmina de Ciechanów dans le powiat de Ciechanów de la voïvodie de Mazovie dans le centre-est de la Pologne.
Il se situe à environ 6 kilomètres au sud-ouest de Ciechanów (siège de la gmina et du powiat) et à 75 kilomètres au nord-ouest de Varsovie (capitale de la Pologne).
Le village possède une population de 45 habitants en 2010.

## Histoire
De 1975 à 1998, le village appartenait administrativement à la voïvodie de Ciechanów.